# Sapão
Jefferson Fernandes Luiz, conocido como Sapão y previamente como MC Sapão (Río de Janeiro, 12 de noviembre de 1978-Ibidem, 19 de abril de 2019), fue un cantante y compositor brasileño de funk carioca.
Nacido y criado en la comunidad de Nova Brasilia, adoptó como nombre artístico el sobrenombre Sapão, que tenía desde la infancia a causa de sus ojos abiertos. Entre sus éxitos más destacados, se encuentran «Mocinho e Bandido» —con la colaboración de João Neto y Frederico—, «Deixa ela dançar», «Vou desafiar você», «Rei do Baile» —con MC Guimê y Mr. Catra— y el que fue su mayor éxito: «Eu Tô Tranquilão».

## Biografía
Nació en la comunidad del Complejo de Alemão, en la ciudad de Río de Janeiro. A los dieciocho años, fue acusado de narcotráfico y fue condenado a prisión, pero ocho meses después fue absuelto por falta de pruebas. Durante su estancia en la cárcel, compuso para su madre la canción «Eu sei cantar» y prometió que, a partir de entonces, usaría este don para hacer el bien.
En 2006, Sapão fue investigado por los expertos de la Comisaría de Represión de Crímenes de Informática (DRCI), quienes confirmaron que prestó su voz en una canción del subgénero funk proibidão pertenecía a Sapão en colaboración con MC Colibri, en la que hacían apología al crimen, tráfico de drogas y al delito.
En 2013, el cantante adelgazó cuarenta kilos por problemas de salud. Seis años después, el 19 de abril de 2019, Sapão falleció a los cuarenta años víctima de una neumonía producto de la obesidad y la diabetes.

## Discografía

### Álbumes
- 2000: Papo de futuro
- 2006: Tô Tranquilão
- 2013: Sapão Original

### Sencillos
- 2005: "Diretoria"
- 2006: "Eu Tô Tranquilão"
- 2006: "Boladão (Grito de um Guerreiro)" (incluido en Funk Mix, un compilado con varios artistas)
- 2013: "Mocinho e Bandido" (con João Neto & Frederico)
- 2013: "Classe A" (incluido en la banda sonora Malhação Nacional 2013)
- 2014: "Vou Desafiar Você"
- 2015: "A Resenha" (con DJ Tom)
- 2015: "Rei do Baile" (con Mr. Catra e MC Guimê)
- 2018: "Logo Agora" (Sapão & Dennis DJ)
- 2018: "Modo Avião" (MC Sapão con MC WM)
- 2019: "Deixa Ela Dançar" (MC Sapão con Labarca)

Colaboraciones
- 2013: "Toma Toma" (Fiuk con MC Sapão)
- 2018: "Favela Eu Sou" (Afro-X con MC Sapão)
- 2018: "Beijo Meu" (Bárbara Dias con Sapão)
- 2018: "Pra Te Ver Dançar" (Beto Kauê con MC Sapão)